# برناردینو زاپونی
برناردینو زاپونی (ایتالیایی: Bernardino Zapponi؛ ‏ ۱۹۲۷ – ۱۱ فوریهٔ ۲۰۰۰) رمان‌نویس و فیلم‌نامه‌نویس اهل ایتالیا بود. وی بیشتر برای همکاری در نوشتن فیلم‌نامه‌های چند فیلم از فدریکو فلینی شناخته شده‌است.
از فیلم‌ها یا سریال‌های او می‌توان به عشق است که مرا پیش می‌برد، معجزه ایتالیایی، این و آن، پدر عزیز، برهنه می‌بینم، موسی قانون‌گذار، در گرداب گناه، همه زن‌ها اینگونه‌اند، در زیر پلکان باستانی، ترزا و ریمینی ریمینی اشاره کرد.